# NGC 3222
NGC 3222 ist eine linsenförmige Galaxie vom Hubble-Typ SB0 im Sternbild Löwe an der Ekliptik. Sie ist schätzungsweise 246 Millionen Lichtjahre von der Milchstraße entfernt und hat einen Durchmesser von etwa 85.000 Lj. Die Entfernungsmessungen basierend auf den Radialgeschwindigkeiten stimmen nicht mit den rotverschiebungsunabhängigen Entfernungsschätzungen von 144 ± 29 Millionen Lichtjahren überein.

Im selben Himmelsareal befinden sich u. a. die Galaxien NGC 3213, NGC 3226, NGC 3227.
Das Objekt wurde im März 1855 von Friedrich August Theodor Winnecke entdeckt.